# Pitcairnia matogrossensis
Pitcairnia matogrossensis là một loài thực vật có hoa trong họ Bromeliaceae. Loài này được E.Pereira & Leme miêu tả khoa học đầu tiên năm 1986.